# Bomarsund
Bomarsund – wieś w Anglii, w hrabstwie Northumberland. Leży 21 km na północ od miasta Newcastle upon Tyne i 416 km na północ od Londynu.
Nazwa wsi pochodzi od nazwy kopalni węgla kamiennego otwartej w 1854 roku i nazwanej na cześć angielsko-francuskiego sukcesu w wojnie krymskiej – zdobycia rosyjskiej twierdzy Bomarsund w Sund na  Wyspach Alandzkich. 